# Observatoire de la Montagne Pourpre
L'Observatoire de la Montagne Pourpre (chinois : 紫金山天文台 ; pinyin : zǐjīnshān tiānwéntái) est un observatoire astronomique situé sur la montagne Pourpre près de la ville de Nankin en République populaire de Chine. L'observatoire se trouve dans la périphérie à l'est de la ville à une altitude de 267 mètres.
La construction de l'observatoire a débuté en 1929. Les observations ont commencé cinq ans plus tard, en 1934. Aujourd'hui, il s'agit d'un observatoire astronomique moderne subordonné à l'Académie chinoise des sciences. Il dispose d'un centre de traitement des données pour les satellites d'observation dont le Dark Matter Particle Explorer (DAMPE).
Quatre comètes y ont été découvertes, dont les comètes périodiques 60P/Tsuchinshan et 62P/Tsuchinshan. D'après le Centre des planètes mineures, l'observatoire compte également parmi ses découvertes 150 astéroïdes numérotés entre 1955 et 2007 (février 2023), avec, entre autres, les troyens (2223) Sarpédon, (2363) Cébrion et (2456) Palamède, ainsi que (3494) Purple Mountain, auquel l'observatoire a donné son nom. Le programme PMO NEO Survey Program piloté par l'observatoire est quant à lui crédité de la découverte de 765 astéroïdes entre 2006 et 2020.

## Partenariats
En décembre 2017, l'observatoire de la montagne Pourpre ainsi que l'université de Nankin, signent un accord de coopération de cinq ans avec l'Institut de radioastronomie millimétrique afin de renforcer et d'accélérer les progrès scientifiques et technologiques générés par le radiotélescope millimétrique NOEMA.

## Galerie

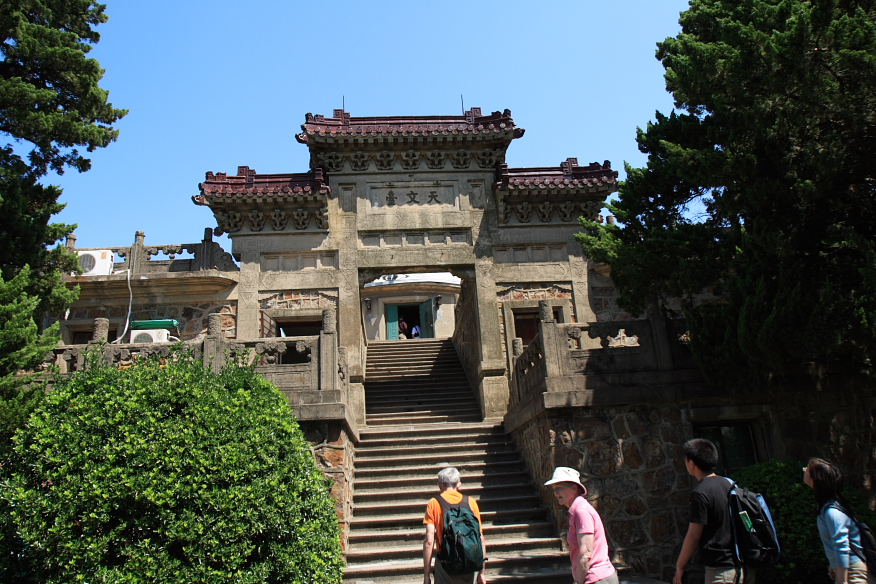
Entrée de l'observatoire.
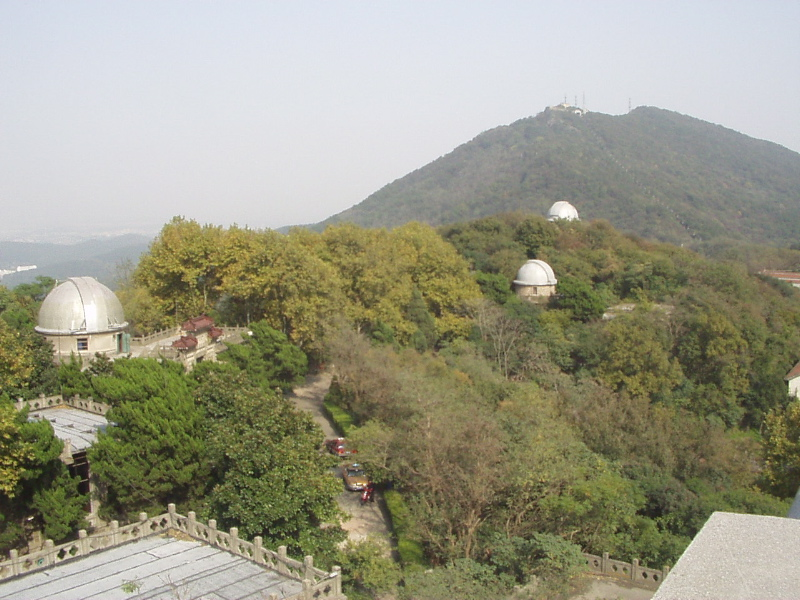
Vue aérienne.

## Liste d'astéroïdes découverts
| (1125) Chine           | 30 octobre 1957   |
| (1802) Zhang Heng      | 9 octobre 1964    |
| (1888) Zu Chong-Zhi    | 9 novembre 1964   |
| (1972) Yi Xing         | 9 novembre 1964   |
| (2012) Guo Shou-Jing   | 9 octobre 1964    |
| (2027) Shen Guo        | 9 novembre 1964   |
| (2045) Pékin           | 8 octobre 1964    |
| (2077) Kiangsu         | 18 décembre 1974  |
| (2078) Nanking         | 12 janvier 1975   |
| (2085) Henan           | 20 décembre 1965  |
| (2162) Anhui           | 30 janvier 1966   |
| (2169) Taïwan          | 9 novembre 1964   |
| (2184) Fujian          | 9 octobre 1964    |
| (2185) Guangdong       | 20 novembre 1965  |
| (2197) Shanghai        | 30 décembre 1965  |
| (2209) Tianjin         | 28 octobre 1978   |
| (2215) Sichuan         | 12 novembre 1964  |
| (2223) Sarpédon        | 4 octobre 1977    |
| (2230) Yunnan          | 29 octobre 1978   |
| (2255) Qinghai         | 3 novembre 1977   |
| (2260) Néoptolème      | 26 novembre 1975  |
| (2263) Shaanxi         | 30 octobre 1978   |
| (2336) Xinjiang        | 26 novembre 1975  |
| (2344) Xizang          | 27 septembre 1979 |
| (2355) Nei Monggol     | 30 octobre 1978   |
| (2363) Cébrion         | 4 octobre 1977    |
| (2380) Heilongjiang    | 18 septembre 1965 |
| (2387) Xi'an           | 17 mars 1975      |
| (2398) Jilin           | 24 octobre 1965   |
| (2425) Shenzhen        | 17 mars 1975      |
| (2456) Palamède        | 30 janvier 1966   |
| (2503) Liaoning        | 16 octobre 1965   |
| (2505) Hebei           | 31 octobre 1975   |
| (2510) Shandong        | 10 octobre 1979   |
| (2514) Taiyuan         | 8 octobre 1964    |
| (2515) Gansu           | 9 octobre 1964    |
| (2539) Ningxia         | 8 octobre 1964    |
| (2547) Hubei           | 9 octobre 1964    |
| (2592) Hunan           | 30 janvier 1966   |
| (2617) Jiangxi         | 26 novembre 1975  |
| (2631) Zhejiang        | 7 octobre 1980    |
| (2632) Guizhou         | 6 novembre 1980   |
| (2655) Guangxi         | 14 décembre 1974  |
| (2693) Yan'an          | 3 novembre 1977   |
| (2719) Suzhou          | 22 septembre 1965 |
| (2729) Urumqi          | 18 octobre 1979   |
| (2743) Chengdu         | 21 novembre 1965  |
| (2752) Wu Chien-Shiung | 20 septembre 1965 |
| (2778) Tangshan        | 14 décembre 1979  |
| (2789) Foshan          | 6 décembre 1956   |
| (2790) Needham         | 19 octobre 1965   |
| (2851) Harbin          | 30 octobre 1978   |
| (2886) Tinkaping       | 20 décembre 1965  |
| (2899) Runrun Shaw     | 8 octobre 1964    |
| (2903) Zhuhai          | 23 octobre 1981   |
| (2963) Chen Jiageng    | 9 novembre 1964   |
| (3011) Chongqing       | 26 novembre 1978  |
| (3014) Huangsushu      | 11 octobre 1979   |
| (3024) Hainan          | 23 octobre 1981   |
| (3028) Zhangguoxi      | 9 octobre 1978    |
| (3048) Guangzhou       | 8 octobre 1964    |
| (3051) Nantong         | 19 décembre 1974  |
| (3088) Jinxiuzhonghua  | 24 octobre 1981   |
| (3089) Oujianquan      | 3 décembre 1981   |
| (3136) Anshan          | 18 novembre 1981  |
| (3139) Shantou         | 11 novembre 1980  |
| (3171) Wangshouguan    | 19 novembre 1979  |
| (3187) Dalian          | 10 octobre 1977   |
| (3206) Wuhan           | 13 novembre 1980  |
| (3221) Changshi        | 2 décembre 1981   |
| (3239) Meizhou         | 29 octobre 1978   |
| (3241) Yeshuhua        | 28 novembre 1978  |
| (3297) Hong Kong       | 26 novembre 1978  |

| (3335) Quanzhou        | 1er janvier 1966  |
| (3340) Yinhai          | 12 octobre 1979   |
| (3388) Tsanghinchi     | 21 décembre 1981  |
| (3405) Daiwensai       | 30 octobre 1964   |
| (3421) Yangchenning    | 26 novembre 1975  |
| (3443) Leetsungdao     | 26 septembre 1979 |
| (3462) Zhouguangzhao   | 25 octobre 1981   |
| (3463) Kaokuen         | 3 décembre 1981   |
| (3476) Dongguan        | 28 octobre 1978   |
| (3494) Purple Mountain | 7 décembre 1980   |
| (3502) Huangpu         | 9 octobre 1964    |
| (3509) Sanshui         | 28 octobre 1978   |
| (3513) Quqinyue        | 16 octobre 1965   |
| (3542) Tanjiazhen      | 9 octobre 1964    |
| (3543) Ningbo          | 11 novembre 1964  |
| (3556) Lixiaohua       | 30 octobre 1964   |
| (3560) Chenqian        | 3 septembre 1980  |
| (3570) Wuyeesun        | 14 décembre 1979  |
| (3609) Liloketai       | 13 novembre 1980  |
| (3611) Dabu            | 20 décembre 1981  |
| (3613) Kunlun          | 10 novembre 1982  |
| (3643) Tienchanglin    | 29 octobre 1978   |
| (3650) Kunming         | 30 octobre 1978   |
| (3678) Mongmanwai      | 20 janvier 1966   |
| (3704) Gaoshiqi        | 20 décembre 1981  |
| (3729) Yangzhou        | 1er novembre 1983 |
| (3746) Heyuan          | 8 octobre 1964    |
| (3763) Qianxuesen      | 14 octobre 1980   |
| (3812) Lidaksum        | 11 janvier 1965   |
| (3844) Lujiaxi         | 30 janvier 1966   |
| (3901) Nanjingdaxue    | 7 avril 1958      |
| (3960) Chaliubieju     | 20 janvier 1955   |
| (4047) Chang'E         | 8 octobre 1964    |
| (4073) Ruianzhongxue   | 23 octobre 1981   |
| (4245) Nairc           | 29 octobre 1981   |
| (4273) Dunhuang        | 29 octobre 1978   |
| (4360) Xuyi            | 9 octobre 1964    |
| (4431) Holeungholee    | 28 novembre 1978  |
| (4562) Poleungkuk      | 21 octobre 1979   |
| (4566) Chaokuangpiu    | 27 novembre 1981  |
| (4651) Wongkwancheng   | 31 octobre 1957   |
| (4730) Xingmingzhou    | 7 décembre 1980   |
| (4913) Wangxuan        | 20 septembre 1965 |
| (4925) Zhoushan        | 3 décembre 1981   |
| (4988) Chushuho        | 6 novembre 1980   |
| (5013) Suzhousanzhong  | 9 novembre 1964   |
| (5045) Hoyin           | 29 octobre 1978   |
| (5198) Fongyunwah      | 16 janvier 1975   |
| (5217) Chaozhou        | 13 février 1966   |
| (5267) Zegmott         | 13 février 1966   |
| (5273) Peilisheng      | 16 février 1982   |
| (5389) Choikaiyau      | 29 octobre 1981   |
| (5390) Huichiming      | 19 décembre 1981  |
| (5537) Sanya           | 9 octobre 1964    |
| (5538) Luichewoo       | 9 octobre 1964    |
| (5539) Limporyen       | 16 octobre 1965   |
| (5709) Tamyeunleung    | 12 octobre 1977   |
| (5892) Milesdavis      | 23 décembre 1981  |
| (6283) 1980 VX1        | 6 novembre 1980   |
| (6430) 1964 UP         | 30 octobre 1964   |
| (7811) Zhaojiuzhang    | 23 février 1982   |
| (7920) 1981 XM2        | 3 décembre 1981   |
| (8126) Chanwainam      | 20 janvier 1966   |
| (8256) Shenzhou        | 25 octobre 1981   |
| (8981) 1964 YJ         | 31 décembre 1964  |
| (8992) Magnanimity     | 14 octobre 1980   |
| (9512) Feijunlong      | 13 février 1966   |
| (9517) Niehaisheng     | 3 novembre 1977   |
| (9710) 1964 VN1        | 9 novembre 1964   |
| (10017) Jaotsungi      | 30 octobre 1978   |
| (10687) 1980 XX        | 7 décembre 1980   |
| (11439) 1974 XW        | 14 décembre 1974  |
| (12181) 1964 VL1       | 9 novembre 1964   |
| (15677) 1980 TZ5       | 14 octobre 1980   |
| (16350) 1964 VZ2       | 11 novembre 1964  |
| (23408) Beijingaoyun   | 12 octobre 1977   |

## Liste d'astéroïdes découverts par le PMO NEO Survey Program
| (171448) Guchaohao       | 11 septembre 2007 |
| (175633) Yaoan           | 9 octobre 2007    |
| (185535) Gangda          | 28 novembre 2007  |
| (185538) Fangcheng       | 14 décembre 2007  |
| (185640) Sunyisui        | 1er mars 2008     |
| (187707) Nandaxianlin    | 2 mars 2008       |
| (187709) Fengduan        | 3 mars 2008       |
| (188973) Siufaiwing      | 3 mars 2008       |
| (192178) Lijieshou       | 10 mars 2007      |
| (199947) Qaidam          | 16 avril 2007     |
| (199953) Mingnaiben      | 18 avril 2007     |
| (200002) Hehe            | 6 mai 2007        |
| (200003) Aokeda          | 19 mai 2007       |
| (202784) Gangkeda        | 29 février 2008   |
| (204836) Xiexiaosi       | 16 août 2007      |
| (204839) Suzhouyuanlin   | 16 août 2007      |
| (207681) Caiqiao         | 16 août 2007      |
| (207715) Muqinshuijiao   | 11 septembre 2007 |
| (207716) Wangxichan      | 11 septembre 2007 |
| (207723) Jiansanjiang    | 11 septembre 2007 |
| (207809) Wuzuze          | 9 octobre 2007    |
| (210210) Songjian        | 16 août 2007      |
| (210230) Linyuanpei      | 11 septembre 2007 |
| (210231) Wangdemin       | 11 septembre 2007 |
| (210232) Zhangjinqiu     | 11 septembre 2007 |
| (210292) Mayongsheng     | 6 octobre 2007    |
| (212795) Fangjiancheng   | 9 octobre 2007    |
| (212796) Guoyonghuai     | 9 octobre 2007    |
| (212797) Lipei           | 9 octobre 2007    |
| (214883) Yuanxikun       | 11 septembre 2007 |
| (215021) Fanjingshan     | 26 janvier 2009   |
| (215023) Huangjiqing     | 27 janvier 2009   |
| (216319) Sanxia          | 10 octobre 2007   |
| (216331) Panjunhua       | 5 novembre 2007   |
| (216446) Nanshida        | 25 mars 2009      |
| (218914) Tangauchin      | 19 mai 2007       |
| (227997) NIGLAS          | 16 mai 2007       |
| (228158) Mamankei        | 19 septembre 2009 |
| (229864) Sichouzhilu     | 14 octobre 2009   |
| (231446) Dayao           | 10 avril 2007     |
| (236845) Houxianglin     | 11 septembre 2007 |
| (281880) Wuweiren        | 16 août 2007      |
| (283279) Qianweichang    | 16 mai 2007       |
| (297161) Subuchin        | 29 février 2008   |
| (309295) Hourenzhi       | 16 août 2007      |
| (316450) Changhsiangtung | 29 février 2008   |
| (317452) Wurukang        | 7 août 2010       |
| (325136) Zhongnanshan    | 2 mars 2008       |
| (325812) Zouchenglu      | 3 janvier 2008    |
| (330640) Yangxuejun      | 3 mars 2008       |
| (335968) Xiejin          | 21 septembre 2007 |
| (345871) Xuguangxian     | 13 août 2007      |
| (346150) Nanyi           | 5 novembre 2007   |
| (347336) Changmeemann    | 18 août 2007      |
| (355704) Wangyinglai     | 3 mars 2008       |
| (364875) Hualookeng      | 29 février 2008   |
| (381323) Fanjinshi       | 9 octobre 2007    |
| (391996) Zhunenghong     | 31 décembre 2008  |
| (392655) Fengmin         | 25 mars 2009      |
| (406308) Nanwai          | 18 avril 2007     |
| (420612) Nuptel          | 6 février 2008    |
| (448988) Changzhong      | 23 mars 2009      |
| (456677) Yepeijian       | 11 septembre 2007 |
| (505906) Raozihe         | 30 mars 2011      |
| (511238) Cuixiangqun     | 27 novembre 2013  |
| (513557) NIGPAS          | 10 août 2010      |
| (526997) Hohai           | 11 septembre 2007 |
| (529729) Xida            | 2 mars 2008       |
| (529828) Jinhuayizhong   | 8 août 2010       |
| (530721) Isscas          | 11 septembre 2007 |
| (530739) Nanligong       | 3 octobre 2011    |
| (534390) Huningsheng     | 19 août 2010      |
| (592710) Lenghu          | 29 mars 2011      |